# Talp del Japó
El talp del Japó (Mogera wogura) és una espècie de tàlpid nadiu de l'Àsia oriental. La seva distribució s'estén cap al sud del riu Ussuri i l'Amur, a través de Manxúria, Corea i el Japó. És un animal solitari i diürn que pot viure fins a 3,5 anys en llibertat.